# Бекниязов, Уббинияз
Уббинияз Бекниязов — советский хозяйственный, государственный и политический деятель, Герой Социалистического Труда.

## Биография
Родился в 1932 году в Кунградском районе. Член КПСС с 1971 года.
С 1949 года — на хозяйственной, общественной и политической работе. В 1949—1992 гг. — колхозник, военнослужащий Советской Армии, работник районной организации потребительского общества, работник совхоза «Кунград» Кунградского района Каракалпакской АССР Узбекской ССР, бригадир рисоводческой бригады совхоза имени Чапаева Кунградского района Каракалпакской АССР.
Указом Президиума Верховного Совета СССР от 14 декабря 1972 года присвоено звание Героя Социалистического Труда с вручением ордена Ленина и золотой медали «Серп и Молот».
Избирался депутатом Верховного Совета СССР 10-го созыва.
Жил в Узбекской ССР.